# Allna (Fluss)
Die Allna ist ein 19,1 km langer, orografisch rechtsseitiger und westlicher Nebenfluss der Lahn im Landkreis Marburg-Biedenkopf.
Die Allna durchfließt meist im Norden der Bundesstraße 255 das Gladenbacher Bergland in wechselnden östlichen Richtungen. Anfangs durchläuft sie den Norden des Stadtgebietes von Gladenbach, auf der zweiten Laufhälfte dann das der Gemeinde Weimar (Lahn) und zwischendurch auch das Marburger Stadtgebiet. Beim Weimarer Ortsteil Argenstein mündet sie nach zuletzt südöstlichem Lauf.
Das Einzugsgebiet der Allna stimmt weitgehend überein mit dem eher montanen Naturraum Damshäuser Kuppen im Westen und der flachgründigen und deutlich schmaleren Elnhausen-Michelbacher Senke, hinzu kommt der Westhang des mittleren und südlichen Marburger Rückens im Osten. Seit es die Par-Allna gibt, die kurz vor Argenstein künstlich abgezweigt wurde und ein gutes Stück rechts dem Lahnfluss folgt, entwässert diese auch kleinere Teile des Naturraumes Salzbödetal.

## Name
Der Name leitet sich vermutlich vom althochdeutschen *Aldan-aha 'Alte Aha' ab. 'Aha' ist die ahd. Bezeichnung für den Nebenfluss Ohe.

## Geographie

### Verlauf
Die Allna entsteht, im Stadtgebiet Gladenbachs, nordwestlich von Runzhausen aus einer Quelle, die wie die obersten Zuflüsse an den östlichsten Hängen der sogenannten Allberge entspringt, wie der 552 m ü. NHN hohe Daubhaus und seine nördlichen Ausläufer im Südosten der Bottenhorner Hochflächen auch genannt werden.

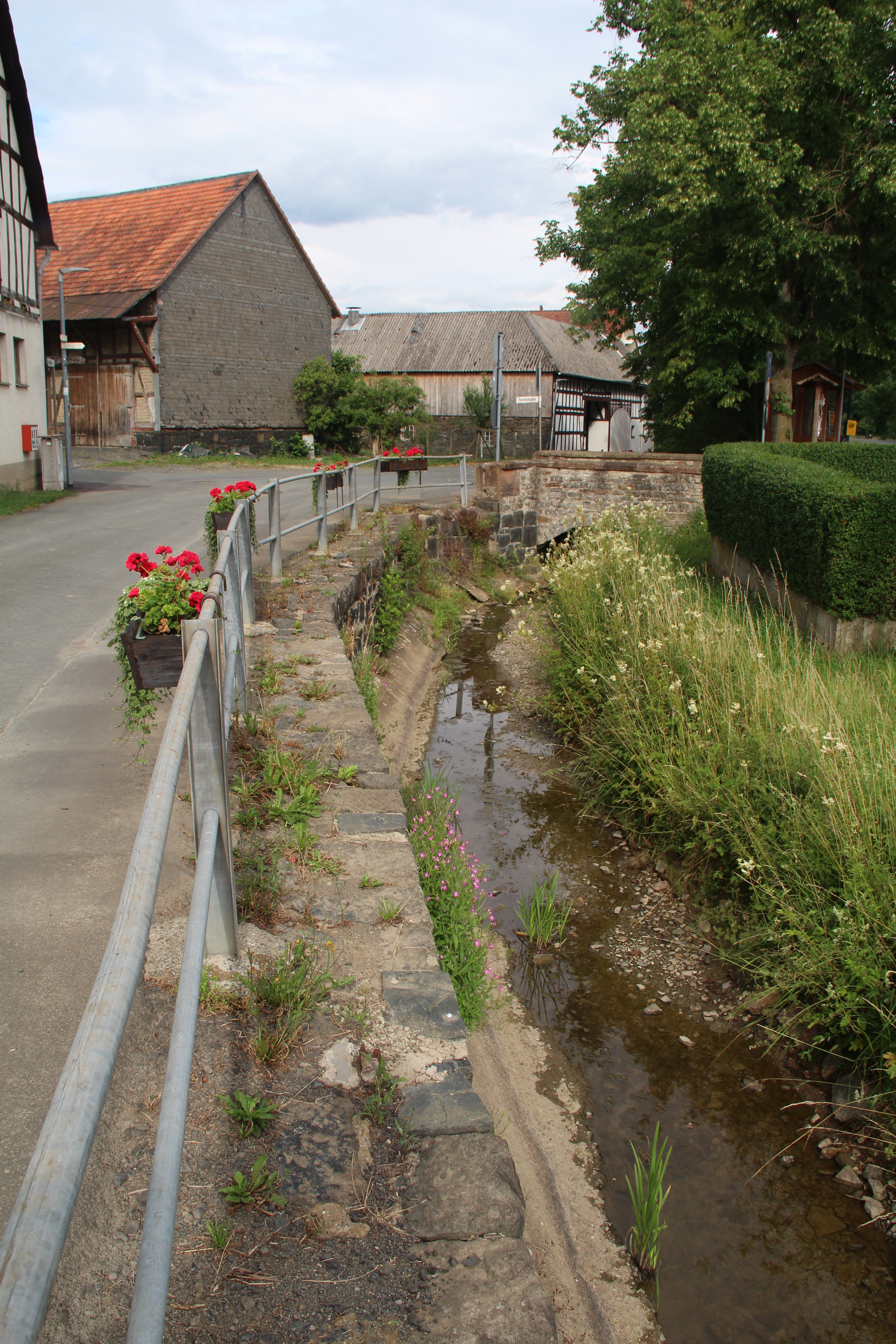
Die Allna in Bellnhausen

An ihrem Oberlauf fließt die Allna zunächst in ostsüdöstlicher Richtung über Bellnhausen nach Sinkershausen, dann in südöstlicher Richtung durch Frohnhausen und Friebertshausen (alle zur Stadt Gladenbach). Wo der vom gleichnamigen Ortsteil kommende Rüchenbach ihr zufließt, läuft sie eine Weile nach Osten bis nach Allna (Gemeinde Weimar).
Bei Allna wendet sich der für das Dorf namengebende Fluss vor dem Anzekopf weiter nach links auf nordöstlichen Lauf, wo er Marburger Stadtgebiet erreicht mit dem Dorf Hermershausen. Dort mündet ihr, ungefähr an ihrer letzten Kehre nunmehr nach Südosten, die Ohe zu, ihr längster Zufluss, der ihr zuvor nordöstlich versetzt etwa parallel gefolgt war und unmittelbar vor seiner Mündung selbst von links noch das Elnhauser Wasser aufgenommen hat.
Nachdem sie Haddamshausen passiert hat und vom aus Nordosten über Cyriaxweimar kommenden Cyriaxweimarer Bach verstärkt wurde, erreicht die Allna bei Niederweimar wieder die Gemeinde Weimar und naturräumlich die Marburger Lahntalsenke, wo sie jeweils bis zu ihrer Mündung verbleibt.
Unmittelbar nördlich von Argenstein zweigt seit dem Sommer 2011 der 4,5 km lange rechte Mündungsarm Par-Allna in südsüdwestlicher Richtung ab und folgt so rechts parallel der Lahn, während der Hauptarm seine südöstliche Richtung beibehält und schon nach einem halben Kilometer von rechts in die Lahn mündet.
Der 19,1 km lange Lauf der Allna endet etwa 178 Höhenmeter unterhalb ihrer Quelle, er hat ein mittleres Sohlgefälle von etwa 9,3 ‰.

### Naturräumliche Zuordnung
Die Allna und ihre Zuflüsse entwässern in den Ober- und Mittelläufen der längeren Flüsse den Naturraum und Höhenzug Damshäuser Kuppen (320.10) und im Unterlauf die Elnhausen-Michelbacher Senke (320.11), deren Trennlinie zum südlicheren Salzbödetal (320.12) sich im Wesentlichen an der Wasserscheide zwischen der Allna und den südlicheren Lahn-Nebenflüssen Salzböde (im Westen) und Wenkbach orientiert.
Der Oberlauf der Allna entwässert in der Hauptsache die südlichen, die Ohe die mittleren und nördlichen Damshäuser Kuppen, wobei das Wasser der nordöstlichen Kuppen, vor allem über den Waltersbach, zunächst dem Elnhauser Wasser zufließt.
Das Elnhauser Wasser ist das zentrale Fließgewässer der Elnhausen-Michelbacher Senke, die nach Süden über den Unterlauf der Allna bis zum Quellgebiet des Rüchenbaches reicht und nach Norden zusätzlich noch das Flussgebiet des direkt zur Lahn entwässernden Michelbaches enthält. Das Elnhauser Wasser und die Allna ab dessen Mündung nehmen überdies auch noch Wasser von den Westhängen des mittleren und südlichen Marburger Rückens (348.00) auf.
Die westliche Trennlinie der Kuppen zum Hochplateau der Bottenhorner Hochflächen (320.01), zu dem der Gipfel des Daubhaus bereits gezählt wird, orientiert sich abermals an der Wasserscheide zwischen Allna und Salzböde.

### Nebenflüsse
Folgende Nebenflüsse fließen der Allna bzw. der Par-Allna (*) u. a. zu:
| Name                  | Zuflussseite | Länge [km] | Einzugsgebiet [km²] | Mündungshöhe [m. ü. NN] | Mündungsort                        | Naturraum                                        | DGKZ       |
| --------------------- | ------------ | ---------- | ------------------- | ----------------------- | ---------------------------------- | ------------------------------------------------ | ---------- |
| Langenbach            | rechts       | 0,6        |                     |                         | 400 m unterhalb der Quelle         | Damshäuser Kuppen                                | 25832-114  |
| Strichbach            | rechts       | 3,0        |                     | 284                     | Bellnhausen                        | Damshäuser Kuppen                                | 25832      |
| Lanzenbach            | links        | 1,2        |                     | 284                     | Bellnhausen                        | Damshäuser Kuppen                                | 25832-116  |
| (namenlos)            | links        | 0,9        |                     |                         | unterh. Bellnhausens               | Damshäuser Kuppen                                | 25832-192  |
| Runzhäuser Bach       | rechts       | 1,5        |                     |                         | oberh. Sinkershausens              | Damshäuser Kuppen                                | 25832-194  |
| Irrbach               | links        | 2,5        |                     | 257                     | Sinkershausen                      | Damshäuser Kuppen                                | 25832-196  |
| Sternbach             | links        | 1,2        |                     |                         | unterh. Sinkershausens             | Damshäuser Kuppen                                | 25832-314  |
| Dernbach              | rechts       | 0,8        |                     |                         | oberh. Frohnhausens                | Damshäuser Kuppen                                | 25832-316  |
| Weltersbach           | links        | 0,6        |                     |                         | unterh. Frohnhausens               | Damshäuser Kuppen                                | 25832-394  |
| (namenlos)            | links        | 0,5        |                     |                         | oberh. Friebertshausens            | Damshäuser Kuppen                                | 25832-3962 |
| Rüchenbach            | rechts       | 2,9        | 4,096               | 216                     | unterh. Friebertshausens           | Salzbödetal/Elnhausen-Michelbacher Senke         | 25832-4    |
| Gomersbach            | links        | 0,7        |                     |                         |                                    | Elnhausen-Michelbacher Senke                     | 25832-512  |
| Weidersbach           | rechts       | 1,0        |                     |                         |                                    | Elnhausen-Michelbacher Senke                     | 25832-514  |
| Treisbach             | links        | 0,7        |                     |                         | nördl. v. Allna                    | Elnhausen-Michelbacher Senke                     | 25832-516  |
| Bach aus Allna        | rechts       | 1,7        |                     |                         | nördl. v. Allna                    | Salzbödetal                                      | 25832-518  |
| Bach aus Weiershausen | links        | 2,2        |                     |                         | zwischen Allna und Hermershausen   | Damshäuser Kuppen / Elnhausen-Michelbacher Senke | 25832-592  |
| (namenlos)            | links        | 2,3        |                     |                         | unmittelbar oberh. Hermershausens  | Damshäuser Kuppen / Elnhausen-Michelbacher Senke | 25832-594  |
| Ohe                   | links        | 11,5       | 44,088              | 195                     | unmittelbar unterh. Hermershausens | Damshäuser Kuppen / Elnhausen-Michelbacher Senke | 25832-6    |
| Bach zum Mühlgraben   | rechts       | 1,1        |                     |                         | oberh. Haddamshausens              | Salzbödetal                                      | 25832-722  |
| (namenlos)            | rechts       | 0,8        |                     |                         | bei Haddamshausen                  | Salzbödetal                                      | 25832-74   |
| Cyriaxweimarer Bach   | links        | 3,0        | 3,562               | 186                     | unterh. Haddamshausens             | Marburger Rücken                                 | 25832-8    |
| Schneisengraben       | links        | 1,3        |                     |                         | unterh. Haddamshausens             | Marburger Rücken                                 | 25832-92   |
| Lorbach               | links        | 1,1        |                     |                         | oberh. Niederweimars               | Marburger Rücken                                 | 25832-94   |
| (namenlos)            | rechts       | 0,7        |                     |                         | oberh. Argensteins                 | Marburger Lahntalsenke                           | 25832-96   |
| Wenkbach*             | rechts       | 6,4        | 8,386               | 170                     | nordwestlich Roths                 | Salzbödetal                                      | 2583-32    |
| Walgerbach*           | rechts       | 7,8        | 12,363              | 168                     | westlich Roths                     | Salzbödetal                                      | 2583-322   |
| Holzhäuser Bach*      | rechts       | 3,4        |                     | 166                     | östlich Holzhausens                | Marburger Lahntalsenke                           | 2583–3314  |

Die Diskrepanz bei den Fließgewässerkennzahlen ist dadurch bedingt, dass das zuständige Landesamt die Allna über den aus Runzhausen kommenden Strichbach stationiert (damit 20,3 km lang). Dessen rechter, 1,5 km langer Zufluss Tränkebach hat damit die Kennzahl eines direkten Zuflusses (25832-112). (In der vorstehenden Tabelle nicht aufgeführt, da Zufluss 2. Grades.) Der Quelllauf der Allna ist gar nicht stationiert, sondern nur der des bald von rechts zufließenden Langenbachs. Über ihren namentlichen Quellarm ist die Allna 19,0 km lang, davon 1,7 km bis zur Mündung des Strichbachs.

### Zur Hauptflussfrage
- Beim Zufluss der Ohe bringt diese knapp 30 % mehr Wasser mit als die Allna selber (337,4 l/s vs. 263,1 l/s).
  - Das Elnhauser Wasser wiederum bringt beim Zufließen in die Ohe knapp mehr Wasser mit als die Ohe selber (170,5 l/s vs. 165,7 l/s)
    - Schließlich bringt der Waltersbach beim Zufließen ins Elnhauser Wasser mehr Wasser mit als dieses (63,7 l/s vs. 58,4 l/s)[1]

Damit wäre – streng nach hydrologischen Gesichtspunkten – die Hierarchie genau umgekehrt, d. h. der Waltersbach wäre der Hauptfluss und nacheinander flössen ihm Elnhauser Wasser, Ohe und Allna zu!
Indes verdoppelt die Ohe ihre Wassermenge per Zufluss des Elnhauser Wasser gerade einmal gut einen halben Kilometer vor ihrem Zusammenfluss mit der Allna. Wäre also z. B. um Hermershausen ein Stausee, so wäre die Allna der größte von dessen drei Zuflüssen.

## Mühlen
Sinkershäuser Mühle
- 15. Jahrhundert: Mühle genannt.
- 1630: Eigenmühle des Jost Burcken Witwe
- möglicherweise identisch mit der heutigen Walzenmühle[14]

Frohnhäuser Mühle
- 15. Jahrhundert und 1702: Mühle genannt
- 1830: Mahl- und Ölmühle (noch in Betrieb)[15]

Paffs Mühle

Friedbertshäuser Mühle, auch Bornschlags Mühle
- 1325: Kloster Caldern erhält Einkünfte aus der Mühle zu Friebertshausen übertragen
- 1630: Mühle mit 1 Mahlgang
- 1702 im Besitz des Oberforstmeisters Lindemann
- ca. 1960: Mühlenbetrieb eingestellt[16]

Allnaer Mühle
- 1323: Müllerin genannt
- 1746: landgräfliche Mühle
- 1823: verfügt über 1 Mahl- und 1 Schlaggang[17]

Haddamshäuser Mühle
- 1823: mit 2 Mahlgängen und einem Schlaggang[18]

Mühle bei Niederweimar
- 1341: Das Erzstift verfügt über Einkünfte aus der Mühle in Nieder-Weimar[19]